# HRP (航空機)
パイアセッキ HRP レスキュアー
アメリカ沿岸警備隊の HRP-1G
- 用途：輸送/救難ヘリコプター
- 分類：不明
- 設計者：フランク・パイアセッキ
- 製造者：パイアセッキ・ヘリコプター
- 運用者： アメリカ合衆国（USN、USMC、USCG）
- 初飛行：1945年
- 生産数：28機
- 生産開始：不明
- 運用開始：1947年
- 退役：-
- 運用状況：退役
- ユニットコスト：不明

パイアセッキ HRP レスキュアー（Piasecki HRP Rescuer、別名Harp）は、フランク・パイアセッキの設計によりパイアセッキ・ヘリコプター社で製造されたタンデムローターの輸送/救難ヘリコプターである。
パイアセッキ PV-3はアメリカ海軍と海兵隊およびアメリカ沿岸警備隊によりHRP-1 レスキュアーと命名され、改良型のPV-17が後にHRP-2として生産された。
本機は軍の任務に使用された最初の輸送ヘリコプターの一機であり、HRP-1は2名の搭乗員と8-10名の兵員もしくは907kg (2000 lb) の貨物を搭載することができた。

## 開発

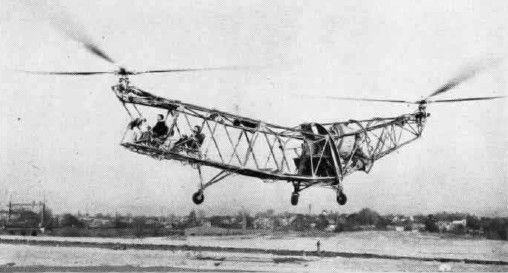
キャンバス製外皮が外された状態のパイアセッキ XHRP-1 ヘリコプター（1946-47年）

試作ヘリコプターをパイアセッキ社はPV-3と命名したが、テスト要員達の間では一般的に「ドッグシップ」（The Dogship）という名で知られていた。1944年2月にアメリカ海軍とパイアセッキ社の間で開発契約が締結された後、本機は1945年3月にペンシルベニア州モートンで初飛行を行った。
「ドッグシップ」は600hp (447kW) のプラット・アンド・ホイットニー R-1340-AN-1 星型エンジンを搭載し、固定式降着装置を持つ新奇なタンデムローター形式のヘリコプターであった。特徴としては前後のローターがお互いに接触しないように胴体の後部が上方へ湾曲しており、後部ローターは前部ローターよりも高い位置にあった。胴体は通常の軟鋼製鋼管フレームと木製骨格をドープ塗布したカンバスで被覆したものであった。
試験中、試作機にはトランスミッションのギア破損を含む様々な機械的不具合が発生した。その不都合に関する原因調査の結果、ヘリコプターのトランスミッションに自動車用の汎用部品を使用していたため、この部品が飛行中に発生する高速回転の負荷に耐えられないことが判明した。この後、第二次世界大戦後に製作された試作機では、より強靭な部品が使用された。XHRP-1と命名された2機の試作機は1機が静止テスト用、もう1機が飛行テスト用に使用された。

## 運用の歴史

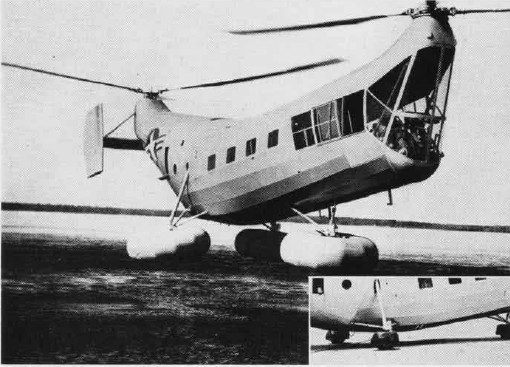
フロートを取り付けたアメリカ海軍のパイアセッキ HRP

米国初の相応の輸送能力を持つ軍用ヘリコプターとして就役したHRP-1はすぐに貨物と兵員の輸送任務に投入された。公式にはHRP-1や「ハープ」（'Harp'）と呼ばれていたが、その人目を惹く特徴ある形状から直ぐに「空飛ぶバナナ」（The Flying Banana）というあだ名を付けられた。HRP-1 レスキュアーの初号機は1947年8月15日に初飛行し、続いて10機の2次発注分が製造され、最後の機体は1949年に納入された。
全ての機体が600hp のプラット・アンド・ホイットニー R-1340-AN-1 星型エンジンを搭載していた。結局、20機のHRP-1がアメリカ海軍から発注され、その大部分が海兵隊とアメリカ沿岸警備隊に引き渡された。追加の3機がHRP-1Gの名称で沿岸警備隊に納入され、全金属製外皮とされた改良型のPV-17がHRP-2の名称で1948年6月に5機発注された。HRP-2の全機が救難機として沿岸警備隊に納入された。9機のHRP-1が海兵隊で初のヘリコプター輸送飛行隊HMX-1の基幹となり、強襲上陸や最前線へ兵員を投入するためのヘリコプターの能力をテストする様々な演習に使用された。
就役中にHRP-1はしばしばエンジン・マウントの破損や外皮の剥離（ヘリコプターからキャンバス製外皮が剥がれてローターに巻きつくことは珍しいことではなかった）といった、様々な初期不良や整備上の問題点に悩まされた。これらの問題にもかかわらずパイアセッキ社のタンデムローター形式の設計は比較的に成功を収めており、パイアセッキ H-21 シリーズの開発へと繋がった。

## 派生型

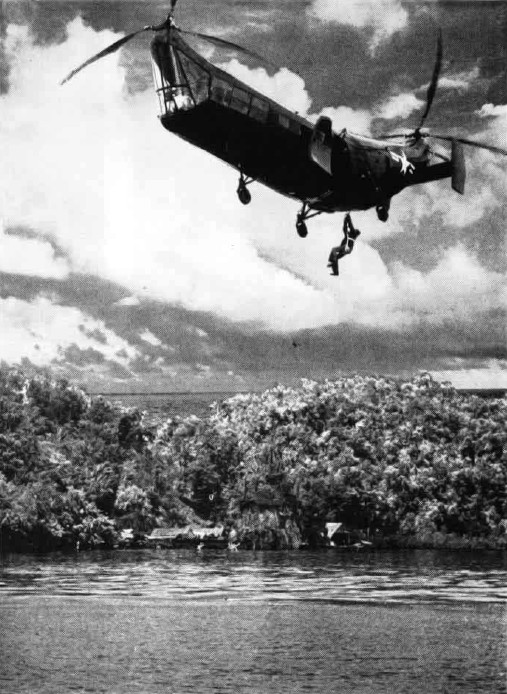
パイロットを吊り上げるアメリカ海軍のパイアセッキ HRP-1（1949年）

PV-3
ライト R-975 星型エンジンを搭載した試作機、1機製造。
XHRP-1
別の2機のPV-3の軍用名称。1機が静止テスト用、1機が飛行テスト用。
HRP-1
量産型。2機のHRP-1Gを含む35機を製造。
HRP-1G
アメリカ沿岸警備隊向けの3機のHRP-1。
HRP-2
金属外皮の派生型。5機製造。

## 運用
アメリカ合衆国
- アメリカ海軍
- アメリカ海兵隊
- アメリカ沿岸警備隊

## 要目
(HRP-2) The Illustrated Encyclopedia of Aircraft (Part Work 1982-1985). Orbis Publishing. pp. 2716
- 乗員：2名
- 搭載量：兵員 8名 又は 貨物907kg (2000 lb)
- 全長：16.46 m (54 ft 0 in)
- 全高：4.52 m (14 ft 10 in)
- 主ローター直径：2 x 12.50 m (41 ft 0 in)
- 主ローター旋回面積：245.30 m2 (2,640.51 ft2)
- 空虚重量：2,404 kg (5,301 lb)
- 全備重量：3,277 kg (7,225 lb)
- エンジン：1 × プラット・アンド・ホイットニー R-1340-AN-1 星型エンジン、600 hp (447 kW)
- 最高速度：169 km/h (105 mph)
- 航続距離：483 km (300 miles)